# Штраль (астрономія)
Штраль (від нім. Strahl — «промінь» або «пучок») — електронна складова сонячного вітру, яка найбільше орієнтована вздовж магнітного поля Сонця. Ці електрони є частиною високошвидкісного компонента сонячного вітру та мають достатню швидкість, щоб подолати електростатичний потенціал Сонця. Вони переносять потік електронних теплових потоків сонячного вітру та завжди віддаляються від Сонця вздовж ліній магнітного поля. Штралі відрізняються від популяцій електронів «ядра» та «гало», які є складовими частинами повільного та швидкого сонячного вітру й зазвичай є анізотропними відносно магнітного поля Сонця.
Електрони, що спрямовуються у полярні області Сонця, є джерелом джерело штраля. Коли силові лінії магнітного поля з'єднані з міжпланетним магнітним полем у відповідному напрямку, електрони штраля переносяться із сонячної корони з енергіями до кількох сотень еВ. Коли ж магнітні лінії Сонця не з'єднані з міжпланетним магнітним полем, ефект штраля на цьому полюсі блокується.